# Храм на дружбата (Потсдам)
Храмът на дружбата (на немски: Freundschaftstempel) е малък кръгъл храм в западната част на парка Сансуси в Потсдам, провинция Бранденбург, Германия.
Пруският крал Фридрих II построява сградата в памет на любимата си сестра маркграфиня Вилхелмина фон Байройт, починала през 1758 г.
Близо до Новия дворец, южно от главната алея на парка, архитектът Карл фон Гонтард създава павилиона между 1768 и 1770 г. като аналог на Храма на антиките, разположен в една ос северно от алеята.

## Първият павилион в Нойрупин
Като образец за Храма на дружбата служи Храмът на Аполон в Градината на Амалтеа в гр. Нойрупин. Първата творба на архитекта Георг Венцеслаус фон Кнобелсдорф е създадена през 1735 г. в една хем декоративна, хем земеделска градина, която кронпринцът Фридрих (Велики) наредил да се създаде в неговата резиденция в гр. Нойруппин, където той е бил главнокомандващ на един полк от 1732 г. до 1735 г.
Храмът на Аполон е бил отворен кръгъл храм, който обаче през 1791 г. е бил затворен чрез зазидване на пространствата между колоните. През август 1735 г. Фридрих пише на сестра си Вилхелмина: „Градинската къща е храм, съставен от осем дорични колони, които поддържат купол. На върха му стои статуята на Аполон. Веднага след като е завършен, ще принесем жертви – на вас, разбира се, най-скъпа сестро, като защитничка на изящните изкуства“.

## Павилионът в парк Сансуси
Като място за почитане паметта на любимата си сестра, Фридрих Велики залага тук, както и в гр. Нойруппин, на архитектурния стил на отворен кръгъл храм, чийто плосък сводест покрив се поддържа от осем коринтски колони, подредени по двойки. Тази форма, типологично погледнато е моноптер, води своето начало от древна Гърция, където такива навеси са били издигани над култови статуи и гробници.
Един апотеоз на Вилхелмина Байройтска е нейното изобразяване като статуя в човешки цял ръст в седнало положение в една кръгла аркова ниша на тясна страна на стената отзад. Босото ѝ ходило лежи върху четирикрака табуретка и подканва за поклонение по примера на древни статуи на богове. Главата ѝ милостиво се навежда към зрителя, а книгата, лежаща в скута ѝ, стои като атрибут, характеризиращ защитничката на науките. Статуята идва от работилницата на скулптора Йохан Лоренц Вилхелм Ренц. Като образец за мраморната фигура послужила една картина на портретиста и придворен художник – Антоан Пен. Медальоните по телата на колоните с портрети на двойки приятели от античността и една книгата в ръката на маркграфинята сочат за нейния ентусиазъм относно тази епоха. „Съпоставянето на добродетелни мъжки приятелства с Вилхелмина изразява най-голямото уважение, което кралят някога е показвал към жена“.
Изобразени двойки приятели и маркграфиня Вилхелмина по средата
- Пилад и Орест
- Евриал и Нис
- Маркграфиня Вилхелмина по средата
- Херакъл и Филоктет
- Пиритой и Тезей